# Павел д'Убри
Павел Петрович Убри (1818—1896)) е руски дипломат.
Подписал Берлинския договор.
Не успява да постигне особени дипломатически успехи за Русия.

## Дипломатически път
- 1856―63: първи съветник в Париж
- 1863 – 79: посланик в Берлин
- 1880 – 82: посланик в Австрия